# Hroznýšovec duhový
Hroznýšovec duhový (Epicrates cenchria), je druh hadů z čeledi hroznýšovitých.

## Původ a rozšíření

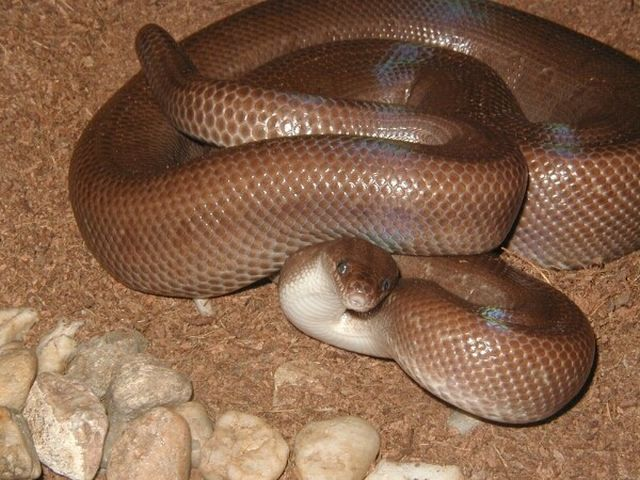
Epicrates cenchria ssp. maurus.

Obývající především jižní a střední Ameriku.

## Vzhled
Patří mezi jedny z nejkrásnějších hadů díky své výrazné kresbě, která se liší dle jednotlivých druhů, a také díky duhovým odleskům, které se lámou při dopadu světla. Hlava je úzká, protáhlá.

## Chov
Pro chov je potřeba terárium minimálně o rozměrech 70 × 70 × 50 cm (lépe větší, třeba 150 × 80 × 60), teplota pohybující se mezi 22°C v noci s denním výkyvem až na 28°C, vysoká vlhkost. Jako podestýlku můžeme dát rašelinu, bukové štěpky nebo terárijní kůru. Substrát je vhodné hodně vlhčit. Had by měl mít v teráriu misku s vodou, hroznýšovci se rádi koupou.
Jako potravu je možné předhazovat různé hlodavce (myši, potkany, …) záleží jen na velikosti. V mládí krmíme cca jednou za týden, postupně zvyšujeme příděl potravy a prodlužujeme dobu mezi krmením.

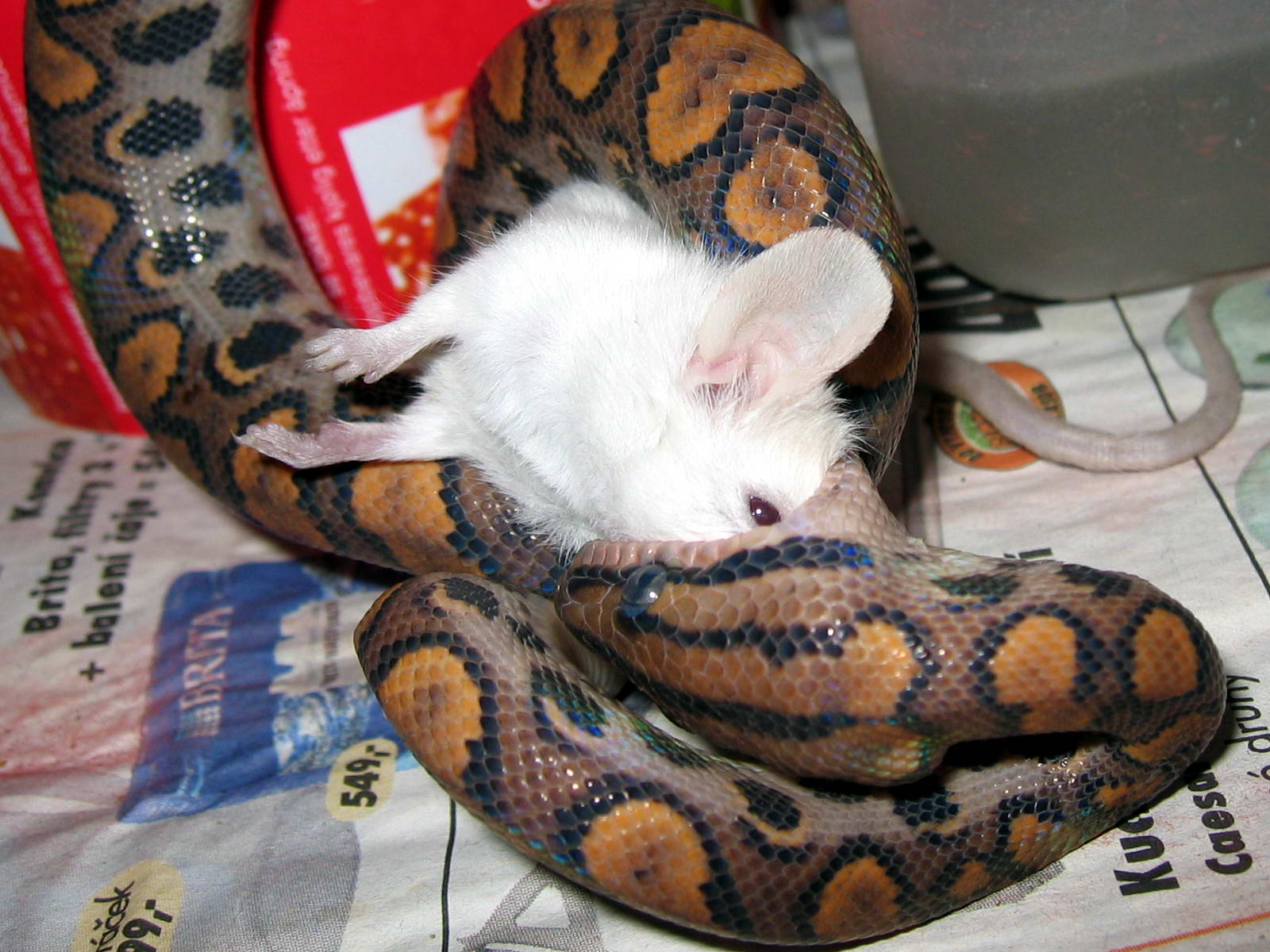
Hroznýšovec duhový, Epicrates cenchria cenchria, Brazilian Rainbow Boa

Pohlavní dospělosti dosahují asi ve dvou letech. Březost trvá 5-6 měsíců, poté se rodí až 30 mláďat. Po prvním svleku jsou schopni lovu.
Samice dorůstají zhruba 2m, samci kolem 1,7m.

## Poddruhy hroznýšovce duhového
- Epicrates cenchria cenchria (Brazilian Rainbow Boa)
- Epicrates cenchria alvarezi (Argentine Rainbow Boa)
- Epicrates cenchria assisi (Caatinga Rainbow Boa)
- Epicrates cenchria barbouri (Marajo Rainbow Boa)
- Epicrates cenchria crassus (Paraguayan Rainbow Boa)
- Epicrates cenchria gaigei (Peruvian Rainbow Boa)
- Epicrates cenchria hygrophilus (Espirito Santo Rainbow Boa)
- Epicrates maurus – dříve Epicrates cenchria maurus (Colombian Rainbow Boa)
- Epicrates cenchria polylepis (Central Highland Rainbow Boa)
- Epicrates cenchria xerophilus (Rio Branco Rainbow Boa)